# Alexander Anatoljewitsch Romankow

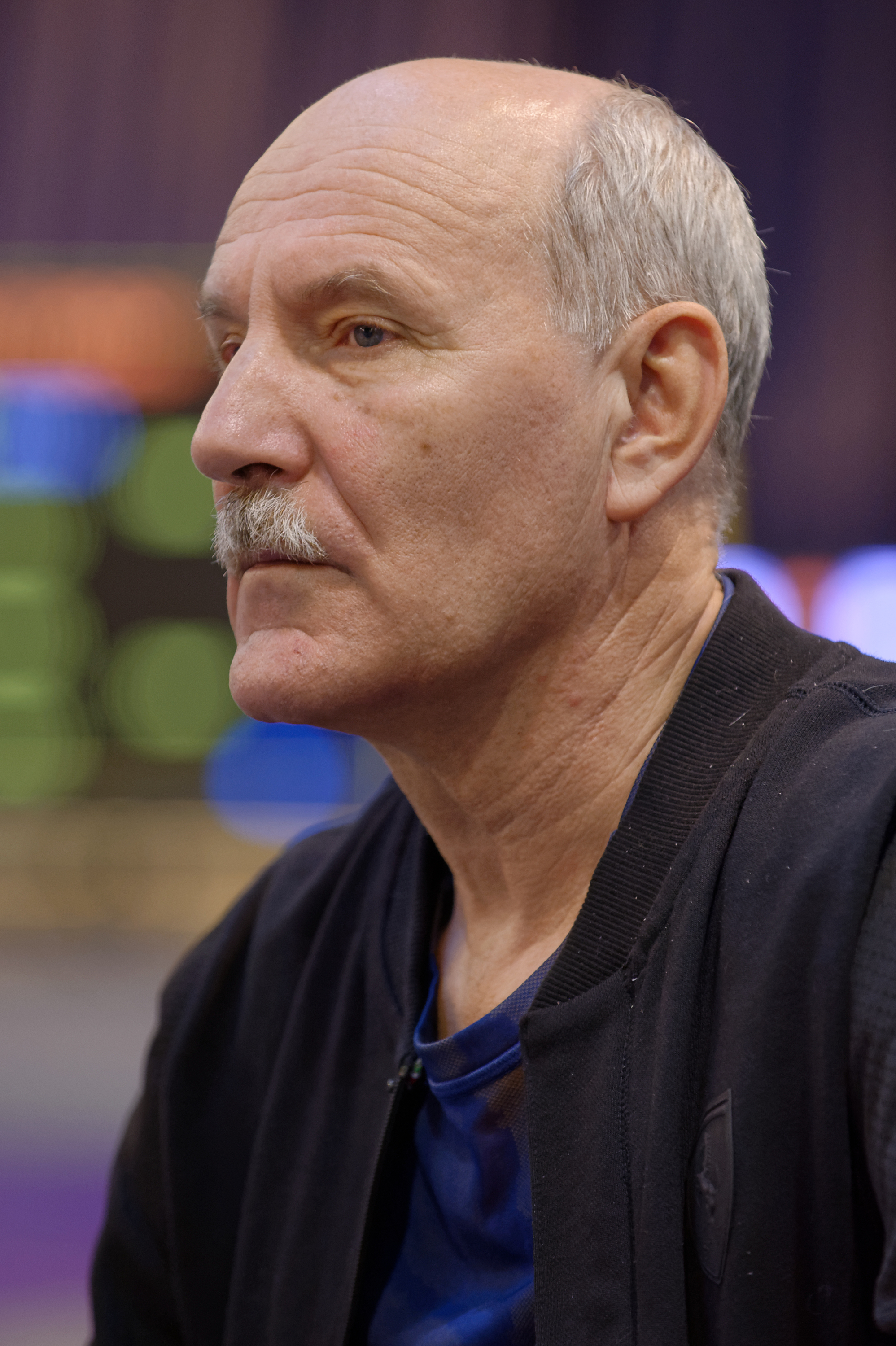
Alexander Romankow (2015)

Alexander Anatoljewitsch Romankow (russisch Александр Анатольевич Романьков; * 7. November 1953 in Korsakow) ist ein ehemaliger sowjetischer Florettfechter, Olympiasieger und zwölffacher Weltmeister.

## Erfolge
Alexander Romankow gewann mit der sowjetischen Florett-Mannschaft die Fechtweltmeisterschaften 1974, 1979, 1981, 1982 und 1989.
1974 gewann er auch im Einzel, sowie in den Jahren 1977, 1979, 1982 und 1983.
Bei seinen ersten Olympischen Spielen 1976 in Montreal erhielt Romankow Silber im Einzel und mit der Mannschaft den vierten Platz.
Bei den Olympischen Spielen 1980 in Moskau erhielt Romankow Silber mit der Mannschaft und Bronze im Einzel. 1984 boykottierte die Sowjetunion die Spiele von Los Angeles.
1988 in Seoul nahm er zum letzten Mal teil und erfocht mit der Mannschaft Gold sowie Bronze im Einzel.